# Meeboldina denmarkica
Meeboldina denmarkica là một loài thực vật có hoa trong họ Restionaceae. Loài này được Suess. mô tả khoa học đầu tiên năm 1943.